# Olympe, une femme dans la Révolution
Pour plus de détails, voir Fiche technique et Distribution.
Olympe, une femme dans la Révolution est un téléfilm historique français réalisé par Mathieu Busson et Julie Gayet d'après un scénario de Sébastien Mounier et Marine Ninaud-Bromberg.
Il raconte le destin d'Olympe de Gouges, une femme de lettres et révolutionnaire française, considérée comme l'une des pionnières françaises du féminisme.
Il est diffusé pour la première fois en France le 3 mars 2025 sur France 2, à l'approche de la Journée internationale des droits des femmes.

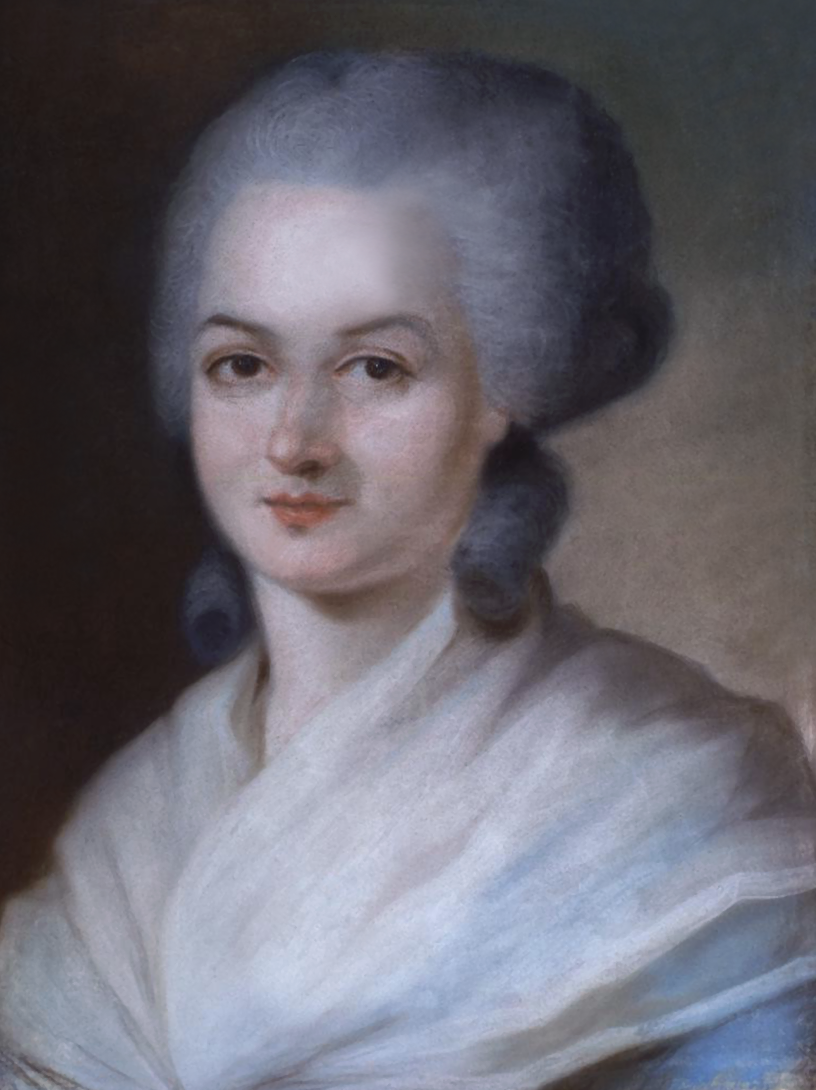
Portrait d´Olympe de Gouges par Alexandre Kucharski.

## Synopsis
Nous sommes à Paris en juillet 1793, quatre ans après la prise de la Bastille, en plein cœur de la Révolution Française.
Malgré un vent de liberté, les femmes voient leurs droits mis de côté.
Olympe de Gouges, une femme de lettres, humaniste et militante, s'oppose à cette injustice en publiant la Déclaration des droits de la femme et de la citoyenne,,.
Elle fait également publier une affiche, Les Trois urnes ou le Salut de la patrie, proposant une élection avec trois choix : une république une et indivisible, une république fédéraliste, ou un retour à la monarchie constitutionnelle. Ce faisant, elle s'oppose à Maximilien de Robespierre.
Arrêtée par la police et transférée vers une maison d'arrêt, elle décide de continuer son combat en compagnie d'autres condamnées, toutes issues de conditions diverses.
Traduite devant le Tribunal révolutionnaire, elle est condamnée à la peine de mort et guillotinée à Paris le 3 novembre 1793.

## Fiche technique
Sauf indication contraire, les informations mentionnées dans cette section peuvent être confirmées par les bases de données cinématographiques IMDb et Allociné,  présentes dans la section « Liens externes ».
- Titre français : Olympe, une femme dans la Révolution
- Réalisation : Mathieu Busson et Julie Gayet[6]
- Scénario : Sébastien Mounier et Marine Ninaud-Bromberg avec la collaboration de Mathieu Busson[6]
- Musique : Audrey Ismaël[6],[7]
- Photographie : Antoine Monod[6]
- Décors : Valérie Valéro[6]
- Costumes : Sandrine Bernard[6]
- Coiffure : Véronique Pflüger
- Maquillage : Laurence Grosjean
- Son : Christophe Penchenat[6]
- Montage : Thomas Marchand[6]
- Production : Christie Molia[6]
- Sociétés de production : Moteur s'il vous plaît et France Télévisions[8],[6]
- Pays de production :  France
- Langue originale : français
- Format : couleur
- Genre : Drame historique
- Durée : 90 minutes
- Date de projection en festival :
  - Festival de la fiction de La Rochelle : 11 septembre 2024[6]
- Dates de première diffusion en télévision : 
  - France : 3 mars 2025 sur France 2[2],[3],[9],[5]

## Distribution
- Julie Gayet : Olympe de Gouges
- Dimitri Storoge : Michel de Cubières
- Pauline Serieys : Justine
- Jean-Pierre Lorit : Jacques Biétrix de Rozières, son fortuné amant et protecteur
- Pablo Cobo : Théodore Gérard
- Lucas Ferraton : Pierre Aubry, le fils d'Olympe
- Amandine Dewasmes : Madeleine de Kolly
- Émilie Gavois-Kahn : Catherine Mayahe
- Benjamin Guillaume : Yves Aubry, le mari d'Olympe
- Louise Orry-Diquero : Suzanne, la cheffe des détenues
- Frédéric Noaille : Maximilien de Robespierre
- Luc Antoni : Antoine Fouquier-Tinville, l'accusateur public
- Mathilde Dromard : Manon Roland
- Audrey Marnay : Madame de Lamballe
- Manon Aribaud-Dillies : Olympe jeune
- Paola Gelis : Françoise

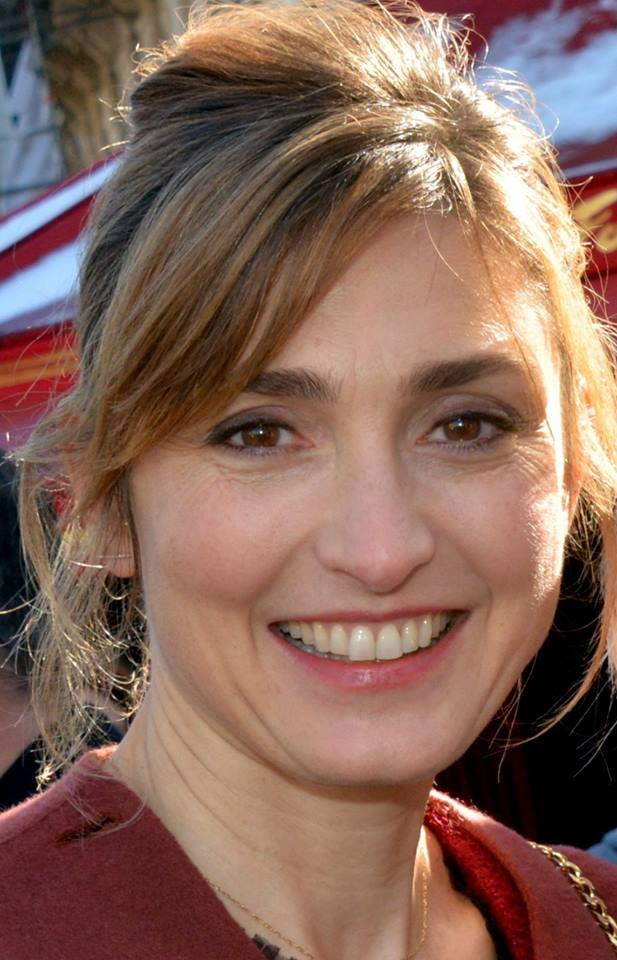
Julie Gayet (Olympe de Gouges).
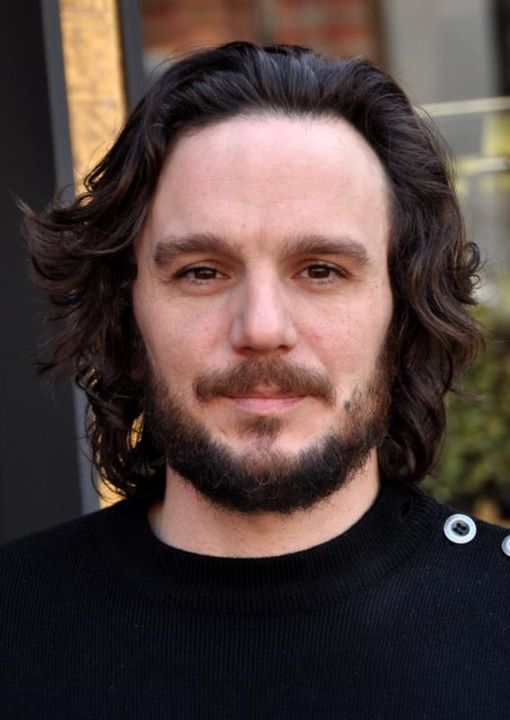
Dimitri Storoge (Michel de Cubières).
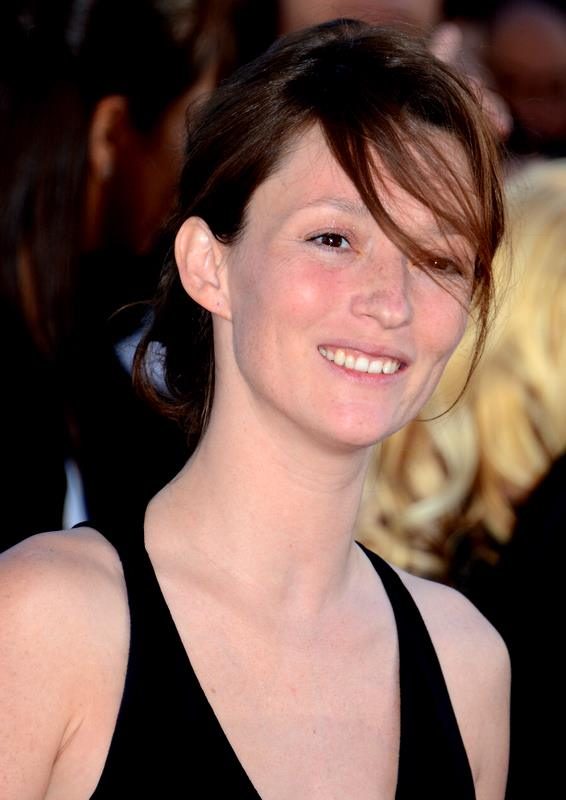
Audrey Marnay (Madame de Lamballe).

## Production

### Genèse et développement
Ce drame historique est une coproduction de la société de production Moteur s'il vous plaît et de France Télévisions pour France 2 réalisée avec la participation de TV5 Monde et avec le soutien de la région Occitanie, des conseils départementaux du Gers, du Tarn-et-Garonne et de l'Aveyron ainsi que celui de Toulouse Métropole, et avec le soutien logistique de la Commission du film Occitanie,,,,.
Le scénario est écrit par Sébastien Mounier et Marine Ninaud-Bromberg avec la collaboration de Mathieu Busson, et la réalisation est assurée par Mathieu Busson et Julie Gayet,,,,.
Le film est produit par Christie Molia pour Moteur s'il vous plaît,.

La réalisatrice Julie Gayet indique avoir eu l'idée de réaliser un film sur Olympe de Gouges après avoir découvert celle-ci au travers de deux ouvrages successifs : 

« Je l'ai découverte grâce à mon fils de 25 ans qui, à l'époque, avait 11 ou 12 ans. Je lui avais acheté la bande dessinée de Catel et Bocquet, Olympe de Gouges, pour le collège, et nous l'avons lue ensemble. Ça a été une découverte. Puis je suis tombée sur le livre de Benoîte Groult Ainsi soit Olympe de Gouges, qui m'a donné une autre vision de cette femme, beaucoup plus politique. »

Julie Gayet affirme qu'Olympe de Gouges est encore trop peu connue et déclare : « C'est fou qu'il n'y ait eu aucun film sur elle ». Elle estime que passer à la réalisation de ce film était une « nécessité ». Elle ajoute : « Je trouve que faire entrer Olympe de Gouges au Panthéon serait un signal fort dans cette époque un peu folle. ».
Durant le développement, les deux réalisateurs indiquent avoir choisi de prendre un peu de liberté avec la réalité historique afin de dynamiser la fin du film, tout en conservant néanmoins les mots qu'Olympe de Gouges prononça lors de son procès.

### Attribution des rôles
Le rôle d'Olympe de Gouges est interprété par Julie Gayet, une actrice elle-même engagée dans le combat féministe.
Réticente au départ à l'idée d'incarner le personnage d'un film qu'elle réalise, Julie Gayet indique avoir été convaincu par Mathieu Busson et par Anne Holmes qui ont beaucoup insisté pour qu'elle incarne la révolutionnaire française.
Elle souligne avoir porté le corset pendant le tournage : « Je me suis déformé le dos et, à l'époque, elles avaient même les poumons qui se déformaient. Donc j'ai ressenti pendant un mois cet enfermement. C'était important pour moi de pouvoir parler de cet enfermement. ».
Julie Gayet rappelle qu'un hommage a été rendu à Olympe de Gouges lors de la cérémonie d'ouverture des Jeux de Paris 2024, durant laquelle une statue d'elle est sortie de la Seine : « Thomas Joly nous a fait ce très beau tableau où les statues de femmes, en or, sortaient de la scène (sic). Et la première, c'était Olympe de Gouges. Mais malheureusement, les Français ne la connaissent pas bien ». L'actrice précise encore : « Pour cette cérémonie d'ouverture, Thomas Joly a fait ce tableau qu'on appelle Sororité. Donc liberté, égalité, fraternité, mais aussi sororité, les sœurs. Et ce nouveau mot, qui est très récent, Olympe de Gouges l'a beaucoup prôné ». « J'ai croisé peu de temps après Thomas Jolly et je l'ai remercié chaudement car beaucoup de personnes l'ont découverte à ce moment-là. ».

### Tournage

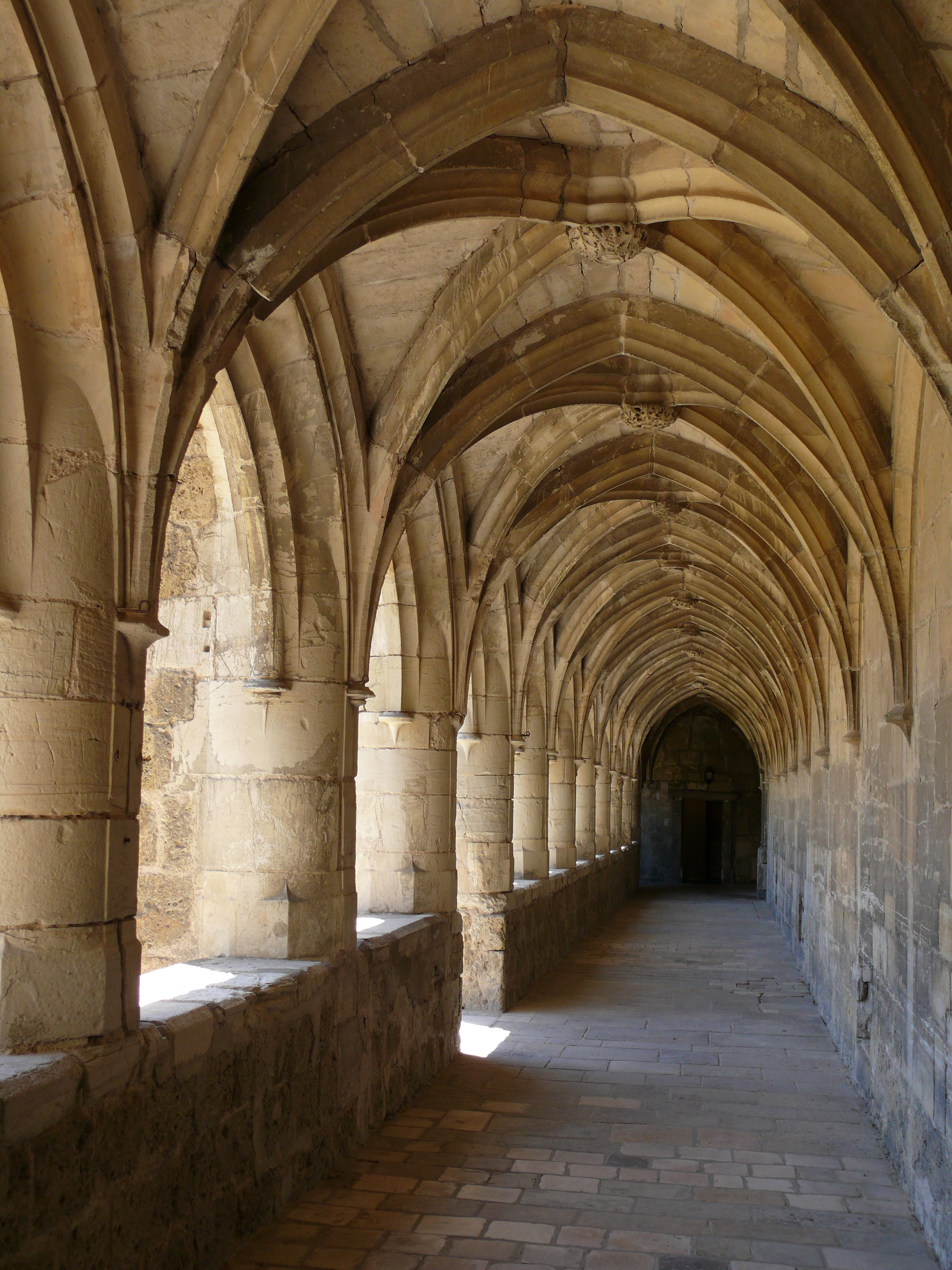
La chartreuse Saint-Sauveur de Villefranche-de-Rouergue où ont été tournées les scènes d'emprisonnement.

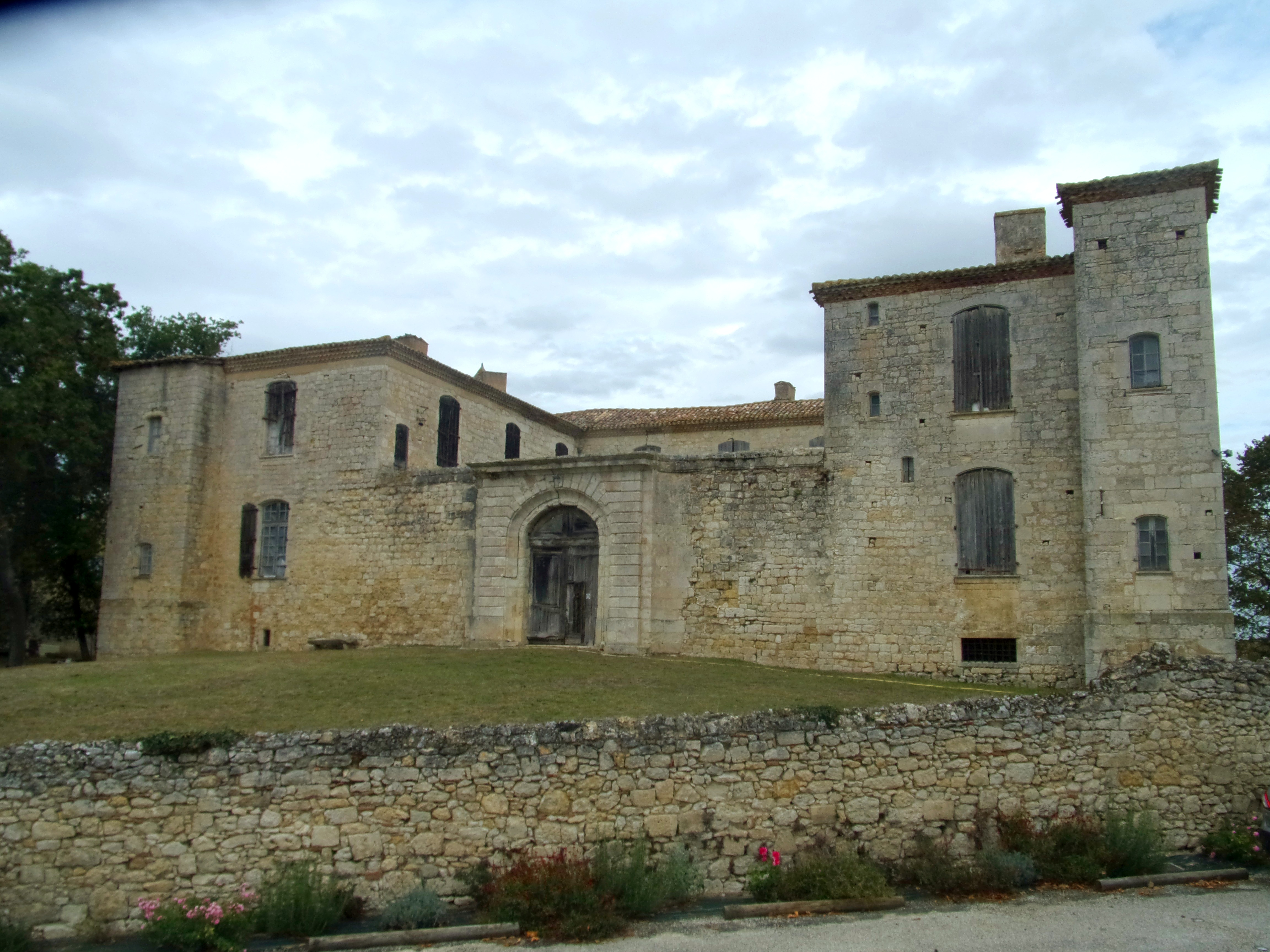
Château de Saint-Léonard.

Le tournage se déroule du 26 septembre au 23 octobre 2023 à Lectoure dans le département du Gers et à Villefranche-de-Rouergue dans l'Aveyron, en région Occitanie,,,,.
Des scènes sont tournées au château de Gramont en Lomagne, au château de Saint-Léonard ainsi que sur le pont des Consuls et aux abords de la chartreuse Saint-Sauveur à Villefranche-de-Rouergue,,. Julie Gayet ne tarit pas d'éloges sur les charmes de Villefranche-de-Rouergue : « C'est une très belle ville qui offre beaucoup d'avantages en termes de décor de cinéma. Lorsque j'ai découvert la place Notre-Dame, j'ai été conquise. ».
Le château Saint-Léonard et la chartreuse Saint-Sauveur ont notamment servi à tourner les scènes d'emprisonnement.
Malgré la présence d'un soleil généreux au-dessus du château de Saint-Léonard lors du tournage, le coréalisateur Mathieu Busson confirme : « On cherchait des lieux très sombres parce que notre histoire se passe beaucoup en prison, dans des cachots. C'est la période dure de la Révolution. ».
Des scènes ont également été tournées au château de la Reynerie de Toulouse afin de reconstituer l'atmosphère des rues et des salons parisiens pendant la Révolution.

## Accueil

### Diffusions et audience
Le film est présenté en avant-première à Millau et à Rodez les 2 et 3 décembre 2024 puis diffusé le 3 mars 2025 sur France 2 à l'approche de la Journée internationale des droits des femmes.
Avant sa diffusion à la télévision, Julie Gayet sillonne également la France pour présenter le film dans des lycées et collèges. À cette occasion, elle rappelle ainsi aux collégiens : « Ce n'est pas la journée de la femme, mais celle des Droits des femmes ! Ne nous offrez pas des fleurs, mais regardez autour de vous et demandez-vous comment nous aider à les faire avancer ».
En télévision, le téléfilm, diffusé le 3 mars 2025 sur France 2, est regardé par 2 730 000 téléspectateurs et se classe deuxième en termes d'audience.

### Accueil critique
Le téléfilm reçoit des critiques globalement positives.
Le magazine Télé-Loisirs est très enthousiaste : « À travers ce portrait vibrant et ô combien éclairant, Julie Gayet réhabilite l'une des figures les plus visionnaires de la révolution française, mère du féminisme et autrice de la Déclaration des droits de la femme et de la citoyenne. Aux antipodes d'un récit académique et poussiéreux, la comédienne aux multiples engagements pour l'égalité hommes-femmes, habite son héroïne avec une ferveur captivante jusqu'à sous la lame de la guillotine. ».
Dans la même lignée, le magazine Télérama lui attribue la note de TTT (très bien). Le magazine souligne une création cinématographique « frappante de par la modernité de son propos ».
Pour le quotidien Ouest-France, il s'agit d'un « téléfilm à la construction en flash-back pas très révolutionnaire dans la forme, mais passionnant sur le fond. ».
À l'inverse, L'Humanité regrette que ce téléfilm « séduisant sur le papier » « vire au naufrage historique ».

## Autour du film
Ce film est le premier d'une série consacré aux femmes révolutionnaires. Après Olympe de Gouges, Julie Gayet indique travailler sur un autre film consacré à Louise Michel.